# Vättersnäs IF
Vättersnäs IF var en idrottsförening i Vättersnäs i Jönköping. Klubben bildades den 9 november 1937 och utvöade bland annat bandy, fotboll,  friidrott och ishockey. Ishockeylaget spelade i Vättersnäs fram till Rosenlundshallen stod färdig 1958. Ishockeysektionen slogs i mitten av 1967 samman med IK Stefa till Vätterstads IF, som i sin tur gick samman med ishockeysektionen för Husqvarna IF 1971 och bildade HV71.